# El último vuelo del Arca de Noé
El último vuelo del Arca de Noé, cuyo título original es The Last Flight of Noah's Ark, es una película del año 1980, dirigida por Charles Jarrott y protagonizada por Elliott Gould, Geneviève Bujold, Tammy Lauren, Ricky Schroder y John Fujioka. La película tuvo un guion de Steven W. Carabatsos, Sandy Glass y George Arthur Bloom, basado en una historia de Ernest K. Gann, mientras que la producción corrió a cargo de la compañía Disney.

## Sinopsis
Noah Dugan, un piloto sin trabajo y con deudas pendientes, acepta el trabajo de transportar a una misionera y ganado hasta una remota isla del Pacífico en un vetusto bombardero B-29. Dos huérfanos criados por la misionera no quieren abandonar a los animales y se cuelan como polizones en el avión. El largo vuelo oceánico no les lleva a su destino debido a un problema de navegación y se ven forzados a realizar un amerizaje frente a una isla desierta, acabando el B-29 varado en una playa, incapaz de volar nuevamente. 
La situación se complicará aún más al encontrar en la isla a dos oficiales japoneses que ignoran que la Segunda Guerra Mundial terminó 35 años atrás. Tras ser informados de la situación, los oficiales, pertenecientes a la Armada Imperial Japonesa, modificarán el bombardero para convertirlo en una embarcación a vela con la que poder dejar la isla.